# Biblioteca L'Alzina (Palau-solità i Plegamans)
Biblioteca L'Alzina (Edifici modern a la vil·la de Palau-solità i Plegamans), inaugurat el 14 de juny de 2024. És un servei municipal gestionat per l'Ajuntament amb el suport de la Gerència de Serveis de Biblioteques de la Diputació de Barcelona.
Aquest edifici s'inclou dintre la xarxa de Biblioteques Municipals de la província de Barcelona i que compta ja amb 235 equipaments i accés a catorze milions de documents.

## Serveis
Allotja una col·lecció inicial de més de 23.000 exemplars, entre llibres, revistes, i altres suports. Al fons propi, cal afegir-hi la facilitat d'accés als 14 milions de documents abocats dins la xarxa de centres de la Diputació de Barcelona.

## Horari especial
En realitat la Biblioteca restarà oberta les 24 hores del dia, ja que les aules d'estudi estaran disponibles durant 24 hores, els 7 dies de la setmana. Mitjançat un accés per codi, i previa reserva a través d'una aplicació, els socis podran fer ús de dues sales a les quals es pot accedir tant des de l'interior com de l'exterior de l'edifici.

## Dades tècniques
L'inici de les obres va ser el novembre del 1921 i es finalitzaren al maig del 1924. En total de superfície construïda de 2104 metres i disposa de 30Kw de potència en la instal·lació elèctrica.
En el soterrani de l'edifici s'allotja un complex sistema de pous geotèrmics que mitjançant l'intercanvi de temperatura amb el subsol permeten la climatització de la biblioteca amb una eficiència absoluta. Un total de 40 canonades s'enfonsen fins a 120 metres de profunditat, on la temperatura és constant de 17 graus. Allà s'arrefreda l'aigua escalfada a la superfície i es bombeja de nou amb una bomba alimentada per l'energia fotovoltaica produïda per les plaques del sostre de l'edifici. El circuit permet mantenir 4 zones climàtiques diferenciades, de manera que es pot regular la temperatura diferent en cadascuna d'elles.

## Altres fonts
- web de l'Ajuntament de Palau-solità i Plegamans
- L'Informatiu, Palau-solità i Plegamans, juliol de 2024, pàgs. 38/42.